# 小行星6857
小行星6857（英語：6857）是一颗围绕太阳公转的小行星。1990年8月19日，埃莉諾·赫琳在帕洛马山发现了此天体。
这颗小行星的绝对星等为302.03798等。